# Lúcio Calpúrnio Pisão Cesonino (cônsul em 112 a.C.)
Lúcio Calpúrnio Pisão Cesonino (em latim: m. 107 a.C.; Lucius Calpurnius Piso Caesoninus) foi um político da gente Calpúrnia da República Romana eleito cônsul em 112 a.C. com Marco Lívio Druso. Era filho de Lúcio Calpúrnio Pisão Cesonino, cônsul em 148 a.C., e avô de Lúcio Calpúrnio Pisão Cesonino, o sogro de Júlio César. Pai e filho eram membros da facção dos optimates e foram adversários de Caio Graco.

## Carreira
Cesonino foi eleito cônsul em 112 a.C. com Marco Lívio Druso, que seguiu para a Macedônia. Ele recebeu a Gália Cisalpina, onde permaneceu pelos dois anos seguintes como procônsul.. Em 107 a.C., serviu como legado do cônsul Lúcio Cássio Longino Rávila e o acompanhou em sua campanha na Gália Cisalpina. Ambos foram mortos na Batalha de Burdigala , uma desastrosa derrota sofrida pelos romanos para os tigurinos no território dos alóbroges nitiobrógios. César relata a morte de Cesonino, que era avô de seu sogro, em "Commentarii de bello Gallico", congratulando-se depois de ter vencido os tigurinos em suas guerras gálicas.[carece de fontes?]